# باريس سان جيرمان موسم 2010–11

## ملخّص الموسم
بعد موسم ضعيف نسبياً بدأ الفريق موسمه الأربعين تاريخيا بالمشاركة في مسابقة كأس الاتحاد الأوروبي بعد فوزه بلقب الكأس، وقام المدرب أنطوان كومباريه والمسؤولون عن النادي بترميم صفوف الفريق من خلال تعاقدات جديدة مثل اللاعب ماثيو بودمر من أولمبيك ليون الذي كان أول الموقعين في كشوفات النادي، قبل أن يلحق به البرازيلي نيني من نادي موناكو والظهير الأيسر سياكا تييني، وبدأ الموسم بمشاركته في كأس الأبطال (السوبر) الذي أقيم في في الملعب الأولمبي برادس في في تونس أمام 55 ألف متفرج وخسره الفريق بركلات الترجيح أمام غريمه مرسيليا،

استهل باريس سان جرمان الدوري بشكل جيد بفوز كبير على سانت إتيان (1-3)

وبلغ دوري المجموعات من كأس الاتحاد الأوروبي بعد تخطيه لنادي مكابي تل أبيب الإسرائيلي بثنائية نظيفة والخسارة 3-4، ليلعب في المجموعة العاشرة إلى جانب كل من نادي إشبيلية الإسباني وبوروسيا دورتموند الألماني ونادي كآرباتي الأوكراني حيث تصدّر المجموعة ب12 نقطة بثلاثة انتصارات وثلاث تعادلات من ضمنه الفوز ذهاباً وإيابا على نادي إشبيلية وفي دور ال32 واجه فريق باتي بوريسوف البيلاروسي وتخطاه بعد التعادل 2-2 خارج الأرض والتعادل سلبا في بارك دي برينس في الإياب، ليستفيد من تسجيله هدفين خارج أرضه، وفي دور ثمن النهائي خرج أمام نادي بنفيكا البرتغالي بعد خسارته في ملعب النور بهدفين لصفر وتعادله إياباً في باريس بنتيجة 1-1.

في هذا الموسم أجرى المدرب أنطوان كومباريه عدة تعديلات على تشكيلته الأساسية حيث دفع بايديل أساسيا في حراسة المرمى وأشرك سيلفان أرمان في محور الدفاع مع مامادو ساكو، وشانتوم مع ماكيليلي في خط الوسط بالإضافة إلى عودة جيولي إلى مركز الجناح الأيمن، وقد آتت هذه التغييرات أكلها لحدً كبير حيث استهل باريس سان جرمان سلسلة من 8 مباريات دون خسارة بدأها بفوز كبير على آرل-افينيون 4-0 فتسلق إلى المراكز الأولى، ومنذ فوزه في المرحلة الثانية عشرة على مرسيليا (1-2) في السابع من نوفمبر؛ لم لم يترك الفريق المراكز الخمسة الأولى، وواصل الصراع مع ليل ومرسيليا وليون
ورين وسوشو على مراكز الريادة من أجل حسم مركز في مسابقة دوري أبطال أوروبا لكن تراجع اللياقة بسبب الموسم الطويل والحافل (65 مباراة رسمية) أثّر على الفريق ليكتفي بالمركز الرابع وعدم التمكّن من المشاركة في الأبطال في الموسم الموالي.

بالنسبة لمسابقات الكؤوس؛ وجه الفريق نادي أولمبيك ليون في ثمن نهائي كأس الرابطة في ملعب جيرلان وفاز الباريسيون بنتيجة 1-2 بعد التمديد، وأخرج نادي فالينسيان في ربع النهائي قبل أن يخرج بصعوبة في الدور نصف النهائي أمام نادي مونبلييه 1-0 في الأشواط الإضافية.

في كأس فرنسا؛ تخطى الفريق نادي اجين في دور ال32 بعد فوزه عليه 3-2، وتخطى نادي مارتينج في ثمن النهائي بعد فوزه عليه بأربعة أهداف لواحد (منها هاتريك جوليوم هوارو)، وتجاوز لو مان في ربع النهائي بهدفين دون مقابل بعد التمديد، وبعد تخطيه لانجيه في نصف النهائي واجه ليل في النهائي، وحرمه لاعب ليل اوبرانياك من اللقب التاسع في تاريخه بتسجيله هدف الفوز في المباراة النهائية في الوقت القاتل،

لينتهي الموسم بحلوله في المركز الرابع في الدوري المؤهل لمسابقة الدوري الأوروبي في الموسم الموالي الذي سيبدأه النادي مع طموح المنافسة من أجل الحصول على بطاقة مسابقة دوري أبطال أوروبا بعد استحواذ جهاز قطر للاستثمار على 70% من أسهم كولوني كابيتال.